# Latvijas Televīzija
Latvijas Televīzija (en español: «Televisión Letona»), también conocida por sus siglas LTV, es la organización de televisión pública de Letonia. Es una de las empresas que conforma Latvijas Sabiedriskais medijs, la radiodifusión pública letona, junto con Latvijas Radio (radio).
La televisión en Letonia comenzó sus emisiones el 6 de noviembre de 1954. Actualmente el grupo gestiona tres canales: LTV1 (generalista, completamente en idioma letón), LTV7 (centrado en contenidos deportivos y juveniles, con programación en letón y, hasta 2021, en ruso), y VisiemLTV (destinado a la diáspora letona en el extranjero y que emite exclusivamente por internet).
Desde 2013, tanto la radio como la televisión colaboran en la plataforma Latvijas Sabiedriskais medijs (LSM, «Radiodifusión Pública de Letonia»), una organización conjunta que ofrece contenidos interactivos como un portal web informativo y servicios de streaming. De hecho, todos los medios públicos se integraron en LSM el 2 de enero de 2025.
Latvijas Televīzija, dentro de LSM, es miembro de la Unión Europea de Radiodifusión desde 1993. Se financia íntegramente con cargo a los presupuestos del estado desde el 1 de enero de 2021, fecha en que, tras años de debate, abandonó el mercado publicitario junto con la emisora de radio pública Latvijas Radio. Su actual director es Ivars Priede, Presidente del Consejo de Administración.

## Historia

### 1954-1967: los inicios

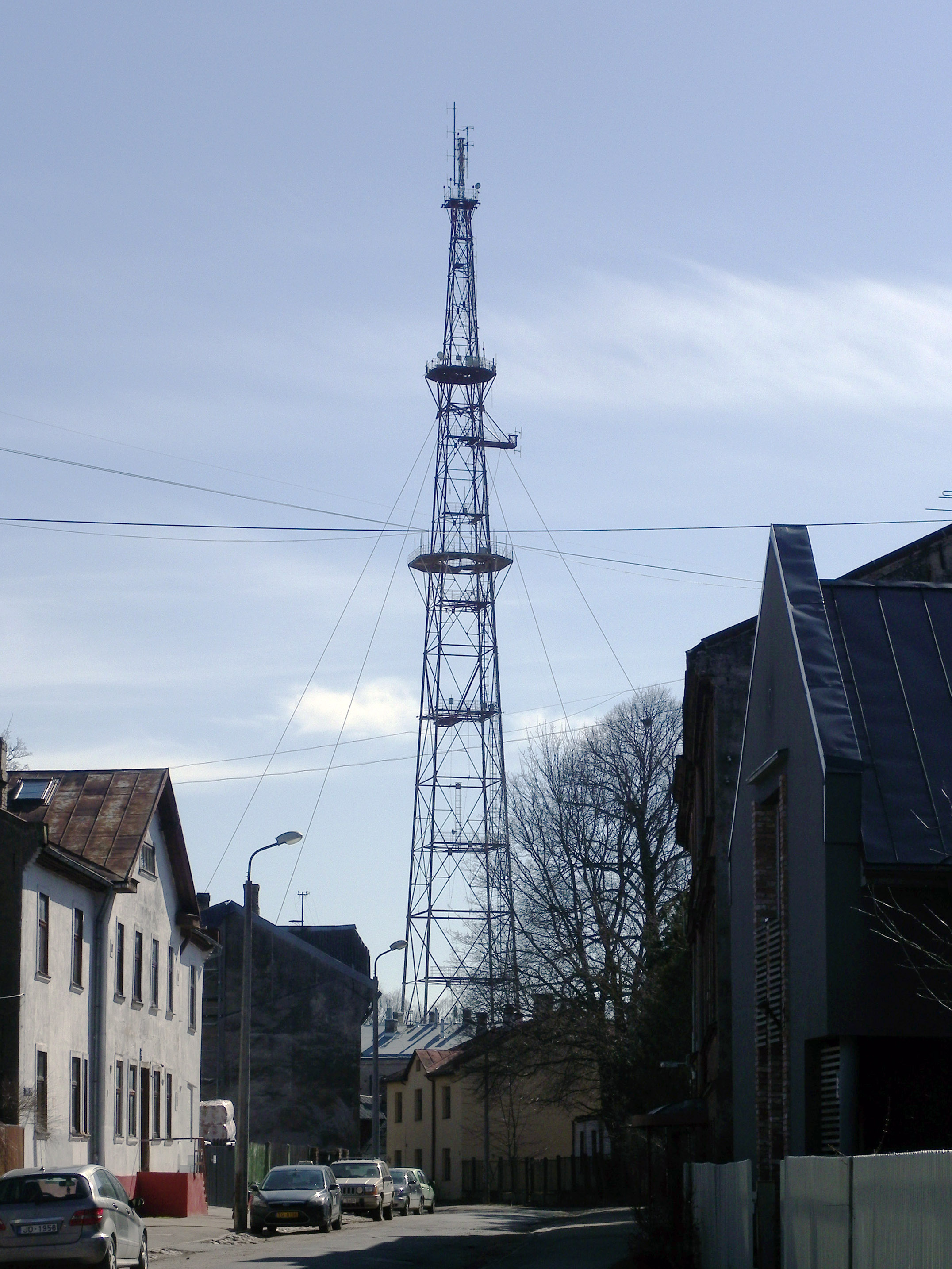
La torre de televisión de Āgenskalns, en Riga, construida en 1955.

Letonia fue el primero de los tres países bálticos en contar con señal de televisión. La primera emisión en pruebas de la actual LTV1 (en aquel entonces denominada "Centro de Televisión de Riga", en letón: Rīgas televīzijas centra) tuvo lugar el 6 de noviembre de 1954 desde el número 62 de la calle Linards Laicens de Riga (actual calle Nometņu), en el edificio del antiguo Teatro Jelgava, que fue parcialmente remodelado y adaptado a las necesidades técnicas de la televisión. Como aún no existían torres transmisoras, la antena se instaló en el tejado de un edificio cercano. Aquel día, los escasos propietarios de televisores pudieron ver, en blanco y negro, la película histórica del Estudio Cinematográfico de Riga de 1947 Mājup ar uzvaru.
Las emisiones regulares comenzaron el 20 de noviembre de 1954. En aquella época, el Centro de Televisión aún no disponía de autorización para producir sus propios programas, sino sólo de los medios técnicos para producirlos y emitirlos. El 31 de marzo de 1955, el Ministerio de Cultura de la URSS, en virtud de un decreto del Consejo de Ministros de la URSS, promulgó una orden relativa a la creación del Estudio de Televisión de Riga (en letón: Rīgas televīzijas studija), predecesor de Latvijas Televīzija. Desde aquel momento, el Estudio de Televisión de Riga era el responsable del contenido de los programas, mientras que el Centro de Radiodifusión de la República de Letonia (Republikāniskais radiocentrs, actual Centro Estatal de Radio y Televisión de Letonia, LVRTC) se encargaba de la parte técnica de la retransmisión.
La primera torre de televisión de Riga se construyó en el número 62 de la calle Laicens (actual calle Nometņu), en el barrio de Āgenskalns, con una altura de 110 metros. Se puso en funcionamiento en abril de 1955.
En 1958 la señal llegó a Curlandia con la instalación de una torre de televisión y un transmisor en Kuldīga, lo que marcó el inicio del despliegue de la red de transmisión por el territorio letón. El 19 de marzo de 1958 se emitió el primer informativo vespertino, que en 1963 pasó a llamarse Panorāma, nombre que sigue teniendo en la actualidad.
En 1961 se inauguró un segundo canal que reemitía la señal de la primera cadena de la Televisión Central Soviética, y en 1966 comenzó a funcionar el segundo canal letón.

### 1968-1991: el color, la nueva sede central y la independencia

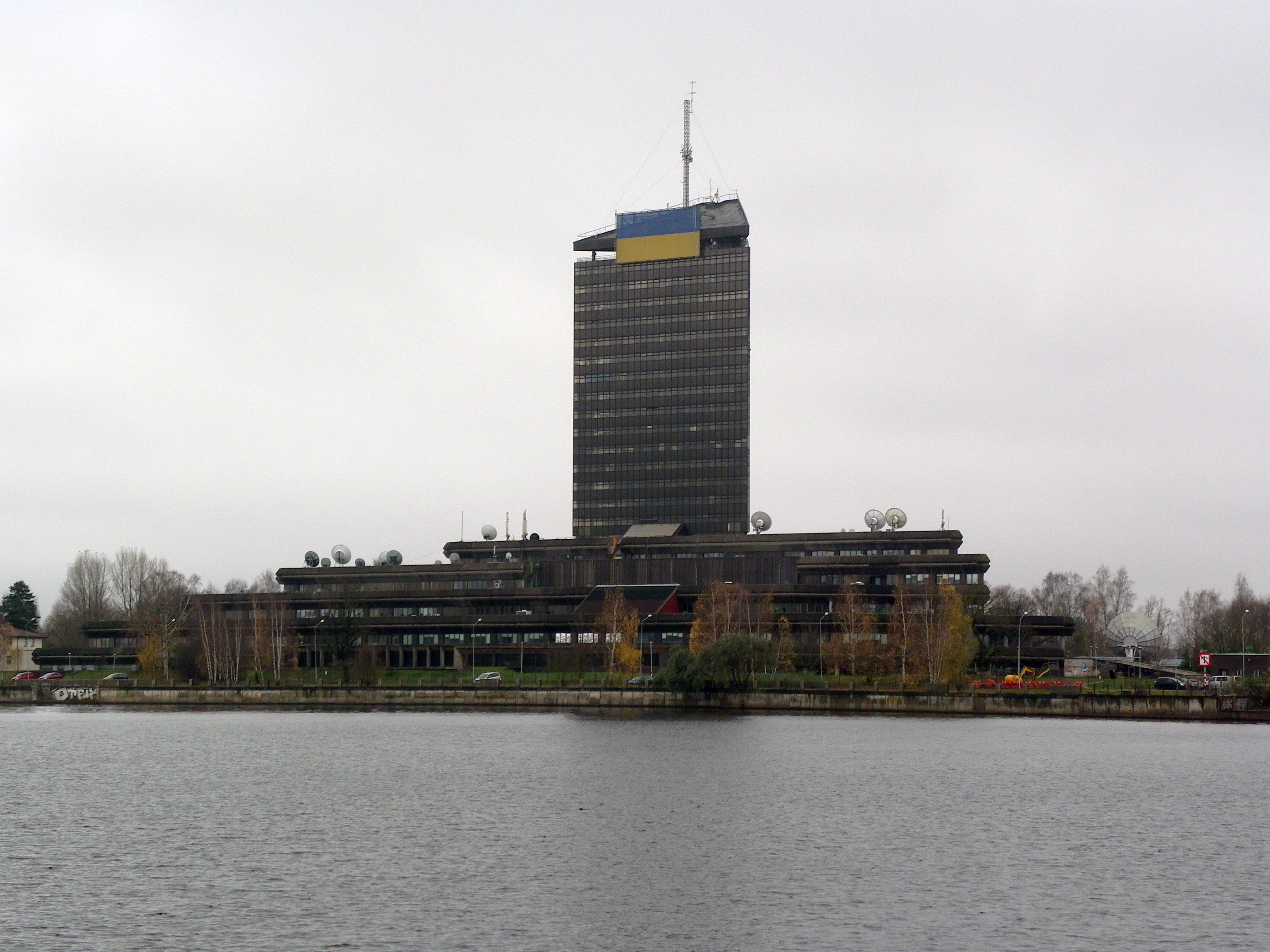
Vista de la sede central de la LTV en la isla de Zaķusala, en Riga (2022)

Vista de la Torre de radio y televisión de Riga

En 1968 comenzaron las emisiones regulares en color a través de SECAM, el estándar de la Unión Soviética y Francia, aunque sólo en la redifusión de la señal de la Televisión Central de Moscú.
El 28 de enero de 1974 se emitió la primera emisión de televisión en color en Letonia: la película Dzintariņš, si bien en aquella época el parque de televisores en color era bastante escaso.
En 1979 se inició la construcción de una sede central en la isla de Zaķusala (Riga), inaugurada finalmente el 6 de noviembre de 1986, aunque las obras no concluyeron hasta 1989. Al mismo tiempo, y coincidiendo con la etapa de liberalización de la URSS (glásnost), se erigió la Torre de radio y televisión de Riga, que con sus 368,5 metros es el edificio de mayor altura de Letonia y la tercera torre de televisión más alta de Europa, y proporciona cobertura de radio y televisión al 96% del territorio letón.
Durante el periodo de la democratización letona y la restauración de la independencia (1988-1991), cuando el interés de la ciudadanía por los medios de comunicación alcanzó su apogeo, LTV, y en particular el magacín político Labvakar (1988-1993), desempeñó un destacado papel en la movilización de la población para emprender determinadas acciones políticas, sobre todo después de que la unidad militar OMON, contraria a la independencia, ocupara la Casa de la Prensa en Riga el 2 de enero de 1991 y la gente levantara barricadas frente al edificio de LTV. Durante el intento de golpe de Estado en la Unión Soviética, tropas de la OMON tomaron el edificio de LTV el 21 de agosto de 1991, lo que provocó que se suspendieran las emisiones durante dos días.
Tras la independencia de Letonia de la Unión Soviética, Latvijas Televīzija se convirtió en la televisión pública nacional.

### 1992-2006: la UER, el sistema PAL y el Festival de Eurovisión
El 4 de mayo de 1992 comenzó a competir con el primer canal de televisión privado de Letonia, NTV-5 (posterior LNT), y el 1 de enero de 1993 fue admitida como miembro activo de la Unión Europea de Radiodifusión (UER).
El 2 de febrero de 1998, LTV, junto con LNT, Canal 31 (ahora TV3) y TV Rīga (más tarde TV5), pasaron a adoptar el sistema de codificación PAL.
En 2000, LTV participó por primera vez en el Festival de la Canción de Eurovisión. La victoria de Marie N en el Festival de Eurovisión de 2002 y la posterior organización de la edición de 2003 en el Skonto Hall de Riga dio a conocer la empresa a nivel internacional. También en 2003, sus dos canales de televisión, LTV1 y LTV2, fueron objeto de una profunda transformación y modernización. LTV2 pasó a llamarse LTV7 y se orientó a una audiencia más joven.
En 2006, LTV retrasmitió el Campeonato Mundial de Hockey sobre Hielo, que se celebró en Riga.

### 2007-2012: el apagón analógico, el formato 16:9 y el HD
El 20 de septiembre de 2007 se iniciaron las transmisiones en pruebas de señales de televisión digital terrestre (estándar DVB-T) en MPEG-2 desde la torre de televisión de Zaķusala, con potencia suficiente para dar cobertura a la ciudad de Riga y sus alrededores; dos años después se pasó al MPEG-4.
En 2010, Latvijas Televīzija puso fin a las emisiones analógicas. El apagón se produjo por etapas: el 1 de marzo cesó la señal analógica de LTV7, a la que siguió el 1 de abril la de LTV1 en Riga y en un radio de 70 km a la redonda. El 1 de junio, con el cese de la emisión analógica de LTV1 en todo el país, LTV pasó a emitir únicamente en formato digital. Aquel mismo día cesaron todas las emisiones analógicas en Letonia.
El 1 de febrero de 2011 el canal LTV7 empezó a emitir programas en desconexión regional, con una duración de dos horas y media los días laborables y de media hora los sábados por la noche. La red de radiodifusión se divide en 8 zonas de emisión: Vidzeme, Latgalia, Curlandia norte (Ventspils), Curlandia sur (Liepāja), Daugava central (Jēkabpils), Jūrmala, Jelgava y Ogre.
El 26 de julio de 2012, con ocasión de los Juegos Olímpicos de Londres 2012, la cadena LTV7 pasó de la relación de aspecto 4:3 al formato panorámico 16:9 (LTV1 lo haría el 15 de enero de 2013). El 23 de diciembre de 2012 se realizó la primera retransmisión en directo con calidad HD, una representación del ballet de Piotr Ilich Chaikovski El cascanueces desde la Ópera Nacional de Letonia.

### 2013-2017: la plataforma LSM y los nuevos servicios en línea

Logotipo de la plataforma Latvijas Sabiedriskais medijs (LSM), en la que está previsto que converjan la televisión y la radio públicas de Letonia. En la actualidad, la plataforma consiste en un portal de noticias (LSM.lv) con contenidos de ambas emisoras.

En febrero de 2013, LTV comenzó a colaborar con la radio pública en una nueva plataforma de medios públicos, Latvijas Sabiedriskais medijs (LSM, «Radiodifusión Pública de Letonia»).
A partir del 1 de junio de 2013 los canales LTV1 y LTV7 pasaron a emitir las 24 horas del día, decisión que se tomó para que la oferta de LTV fuera más dinámica y accesible a diferentes sectores de la población. Durante las franjas nocturnas se emiten reposiciones de los programas más populares, así como material procedente del extenso archivo de LTV.
En septiembre de 2014, Latvijas Televīzija comenzó a producir para el canal LTV7 una emisión dirigida a la minoría rusoparlante de Letonia, denominada Русское вещание LTV7 (Russkoe veschanie, "Emisiones rusas en LTV7"). Este bloque de programación constaba de una serie de espacios en lengua rusa que se emitía diariamente a partir de las 17.00 horas y tenía una duración de unas 3 horas. Hasta entonces, la oferta de espacios en ruso se limitaba al informativo LTV Novosti, que era una versión en ruso del informativo en letón LTV Panorāma.
En noviembre de 2015 se puso en marcha el servicio de streaming LSM Replay, que ofrece acceso a todos los programas de LTV y de la emisora pública de radio, Latvijas Radio. Los programas pueden verse prácticamente en cualquier parte del mundo, siempre que hayan sido producidos por LTV o LR. Además, LSM Replay ofrece la transmisión en directo de los canales de televisión y las cadenas de radio.
Desde marzo de 2017, LTV cuenta con un tercer canal de televisión, llamado VisiemLTV ("LTV para todos"). VisiemLTV emite por internet y se dirige principalmente a los letones que viven en el extranjero. La parrilla se compone de programas de LTV1 y LTV7 que no están sujetos a restricciones geográficas por motivos de derechos de emisión (noticias, series, documentales, películas de producción propia, etc.) Emite las 24 horas del día y está disponible a través del servicio de streaming LSM Replay.

### 2018-presente: el fin de la publicidad, la implantación completa del HD y la nueva identidad corporativa
Durante varios años se ha estado debatiendo en Letonia la idea de financiar totalmente los medios de comunicación de servicio público con cargo a los presupuestos del Estado y retirarlos del mercado publicitario, tanto en el ámbito político como en el de los medios de comunicación. En junio de 2018, la Saeima aprobó por unanimidad las enmiendas a la Ley de Medios Electrónicos sobre la retirada del mercado publicitario, y en 2020 se modificó la ley para que los medios públicos se financien exclusivamente a través de impuestos y una aportación directa del gobierno. Así, al entrar en vigor la ley el 1 de enero de 2021, LTV y Latvijas Radio dejaron de emitir publicidad, y el portal de medios públicos lsm.lv también salió del mercado publicitario.
En mayo de 2020, el Consejo Nacional de Medios Electrónicos de Letonia (NEPLP) decidió que, a partir de septiembre de 2021, Latvijas Televīzija dejaría de emitir por TDT contenidos para la minoría rusoparlante de Letonia. Esta medida afectaría al bloque de programación Русское вещание LTV7 ("Emisiones rusas en LTV7"), cuyos contenidos se trasladarían a una plataforma multimedia alojada en el portal lsm.lv, un portal de noticias conjunto de LTV y Latvijas Radio. La decisión de eliminar los contenidos en ruso de LTV7 suscitó críticas por parte de determinados sectores políticos y de la propia redacción de la cadena, ya que supondría la pérdida de una audiencia de mayor edad que ve principalmente la televisión y no utiliza internet.

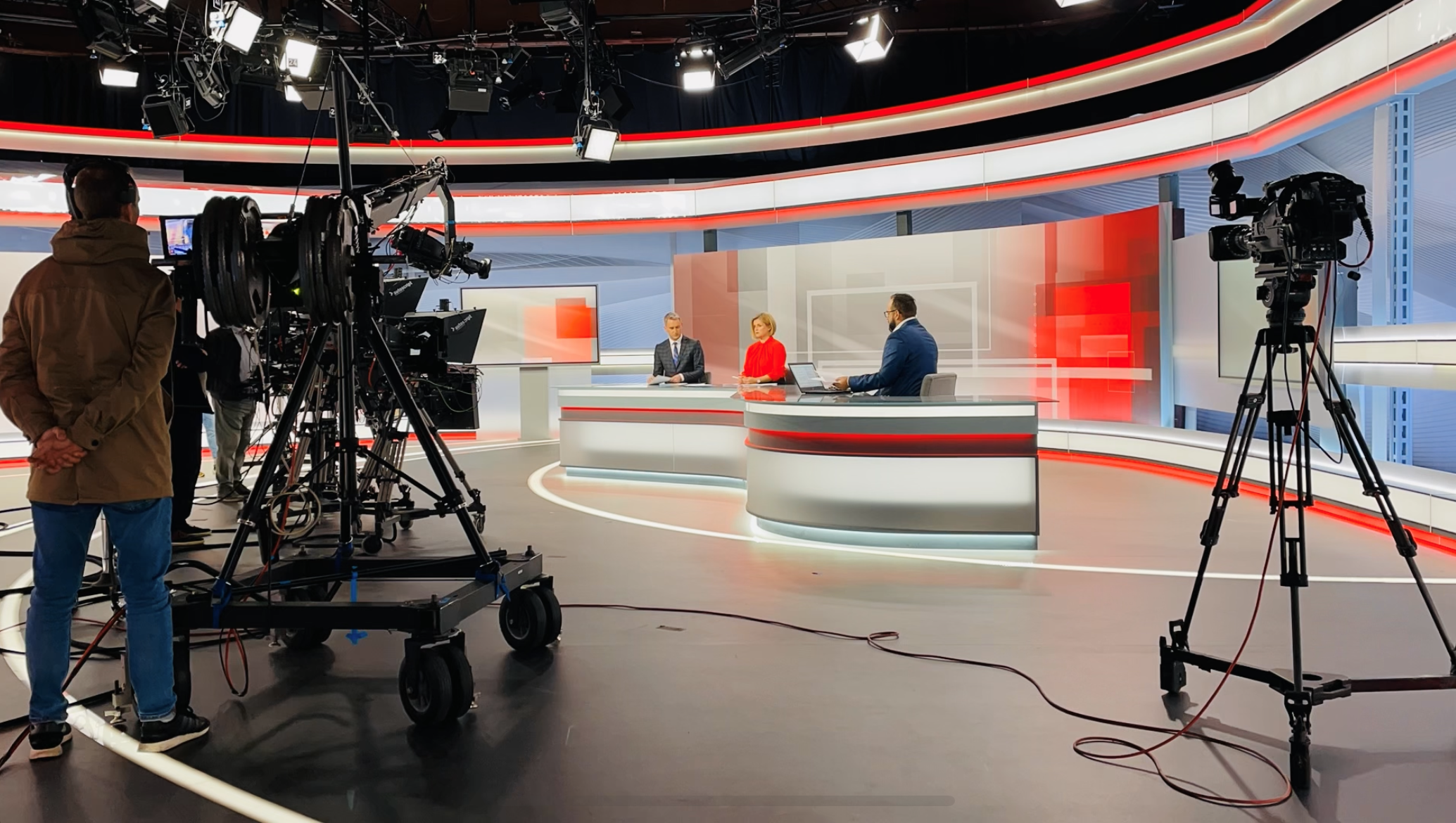
Estudio 2 de LTV en Zaķusala, desde donde se emite Panorāma (2021)

El 19 de mayo de 2021, tras actualizar su tecnología de emisión, los contenidos de los canales de LTV, de LSM y de LSM Replay iniciaron una transición gradual a la emisión en alta definición (1080i HDTV), que comenzó con las emisiones por cable y por internet y en 2022 se extendió a la TDT. El 30 de agosto de 2021, los programas de los Servicios Informativos de LTV (Panorāma, etc.) empezaron a emitirse en alta definición desde un nuevo estudio y con una nueva identidad gráfica.
El 17 de septiembre de 2021, el espacio de emisiones en ruso Русское вещание LTV7 ("Emisiones rusas en LTV7") pasó a llamarse RUS.LSM.lv y es gestionado desde entonces por LTV y Latvijas Radio 4, la emisora en ruso de Latvijas Radio. El motivo de este cambio de denominación es su disociación del canal LTV7 y su transformación en un portal multimedia de noticias dirigido a la minoría rusoparlante de Letonia.
El 18 de noviembre de 2021, Día de la Proclamación de la República de Letonia, el canal de televisión LTV7 estrenó su nueva identidad visual para integrarse en la de la plataforma LSM. El logotipo de la cadena, que desde el inicio de las emisiones había sido de color rojo, cambió al azul claro con el 7 enmarcado en un cuadrado. Un año después, el canal LTV1 también experimentó el mismo cambio.
En 2023 estaba prevista la fusión de la televisión y la radio públicas en Latvijas Sabiedriskais medijs (LSM), que se haría efectiva a partir del 1 de enero de 2024. La Saeima suspendió el 27 de marzo la tramitación de las correspondientes enmiendas al proyecto de Ley sobre los medios electrónicos públicos después de que la coalición de gobierno las considerara "apresuradas". Finalmente, los servicios de radiodifusión pública de Letonia quedaron integrados en LSM desde el 2 de enero de 2025.

## Servicios
Latvijas Televīzija gestiona tres canales de televisión: LTV1 (en letón), LTV7 (en letón y hasta 2021 también en ruso, más adaptado al público joven) y VisiemLTV (canal on-line destinado a los letones que viven en el extranjero). Su labor está regulada por el Consejo Nacional de Medios de Letonia.
- LTV1: canal generalista, comenzó sus emisiones en 1954. Toda su programación es en idioma letón. Emite programas informativos, series y películas, así como programas de entretenimiento como el Festival de la Canción de Eurovisión.
- LTV7: anteriormente conocido como LTV2, se puso en marcha en 1966. Está dirigido a un público joven y está especializado en las competiciones deportivas, como diversas ligas deportivas de Letonia, los Juegos Olímpicos, la Eurocopa y la Copa Mundial de la FIFA. En otoño de 2021 sus contenidos en ruso se trasladaron al portal público de noticias lsm.lv.
- VisiemLTV: canal para la diáspora letona. Emite noticias, series, documentales y películas de producción propia, y está disponible exclusivamente a través del servicio de streaming propio de la radiotelevisión pública letona, LSM Replay.

## Logotipos

#### LTV

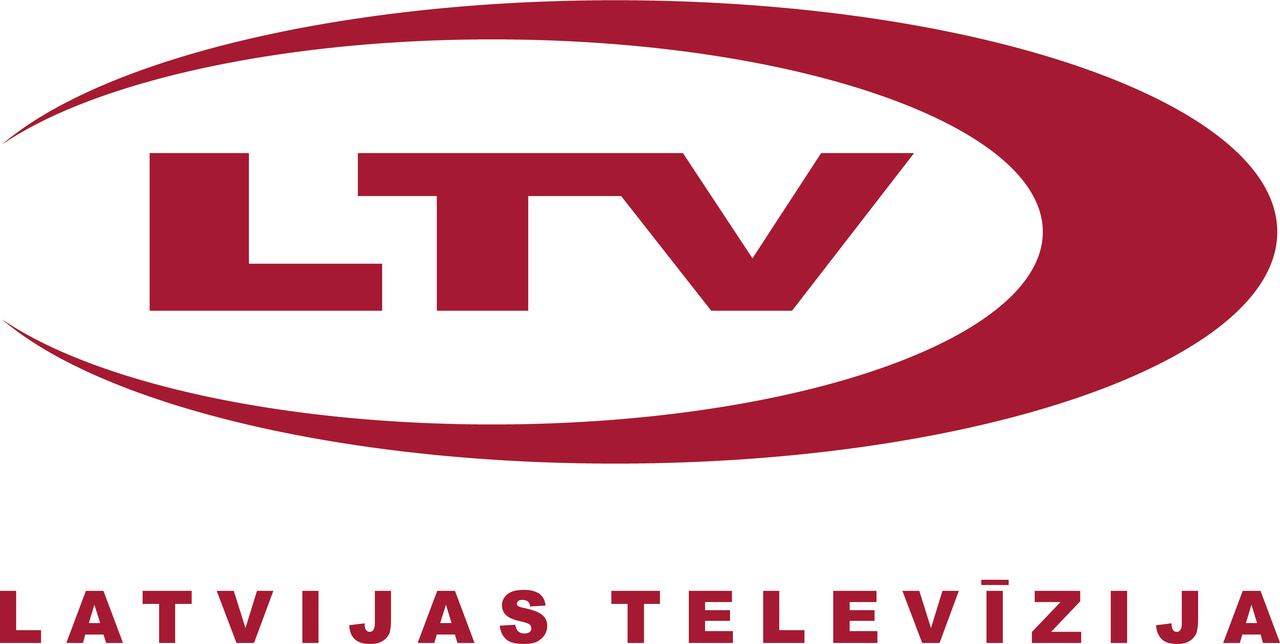
2006 - 2022

### LTV1

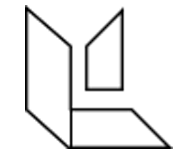
1991 - 1997
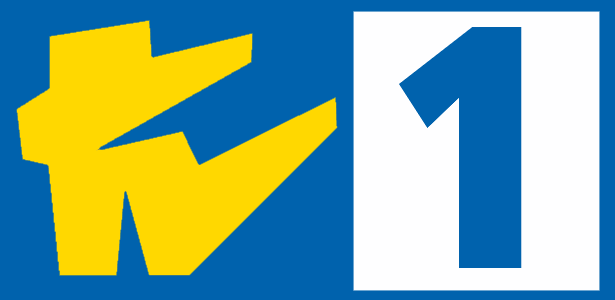
1997 - 2000
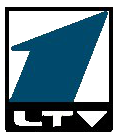
2000 - 2002
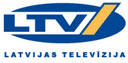
2003 - 2006
2006 - 2013
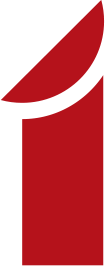
2013 - 2017
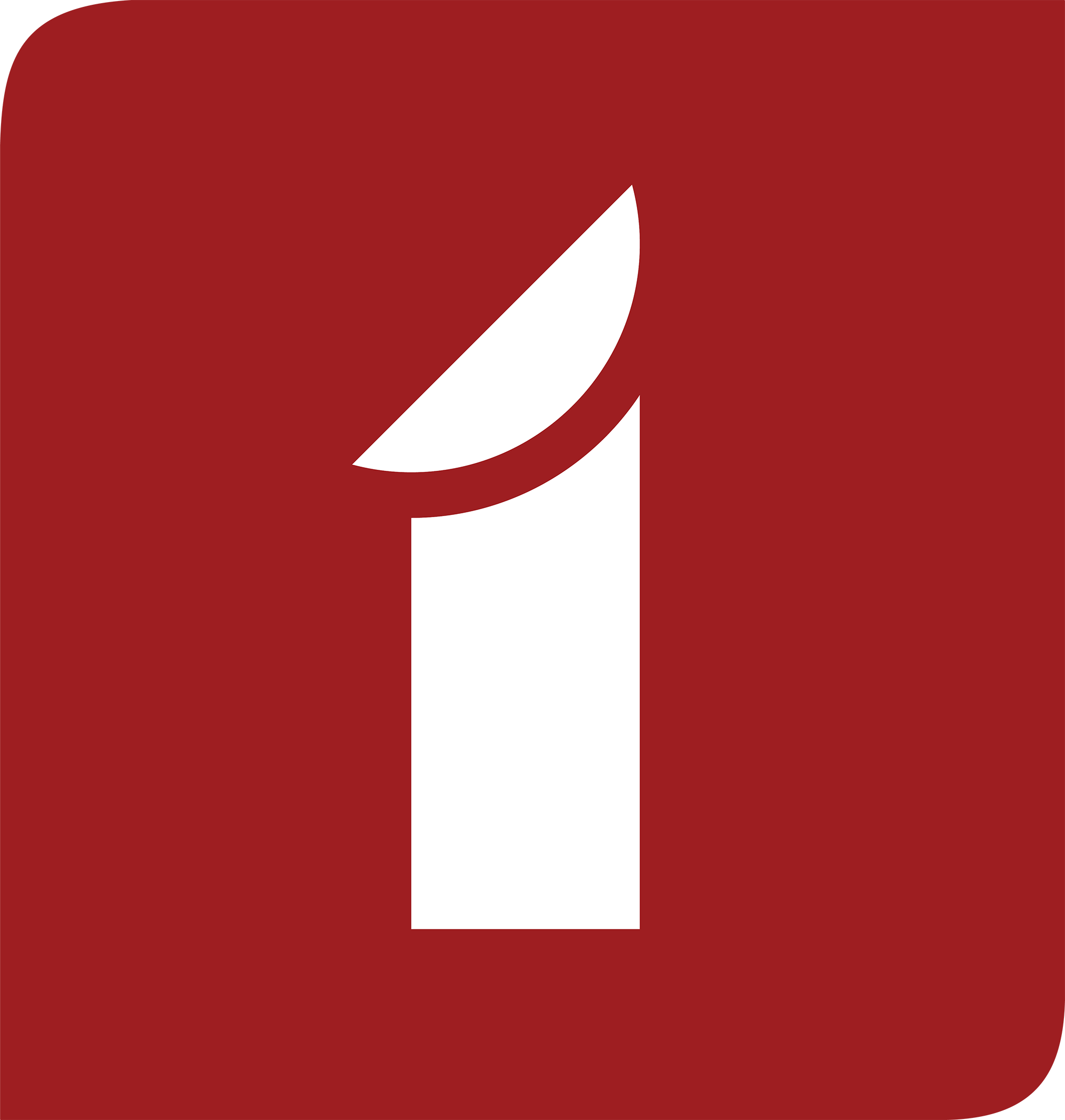
2017 - 2022
2022 - actualidad

### LTV7 (antes LTV2)

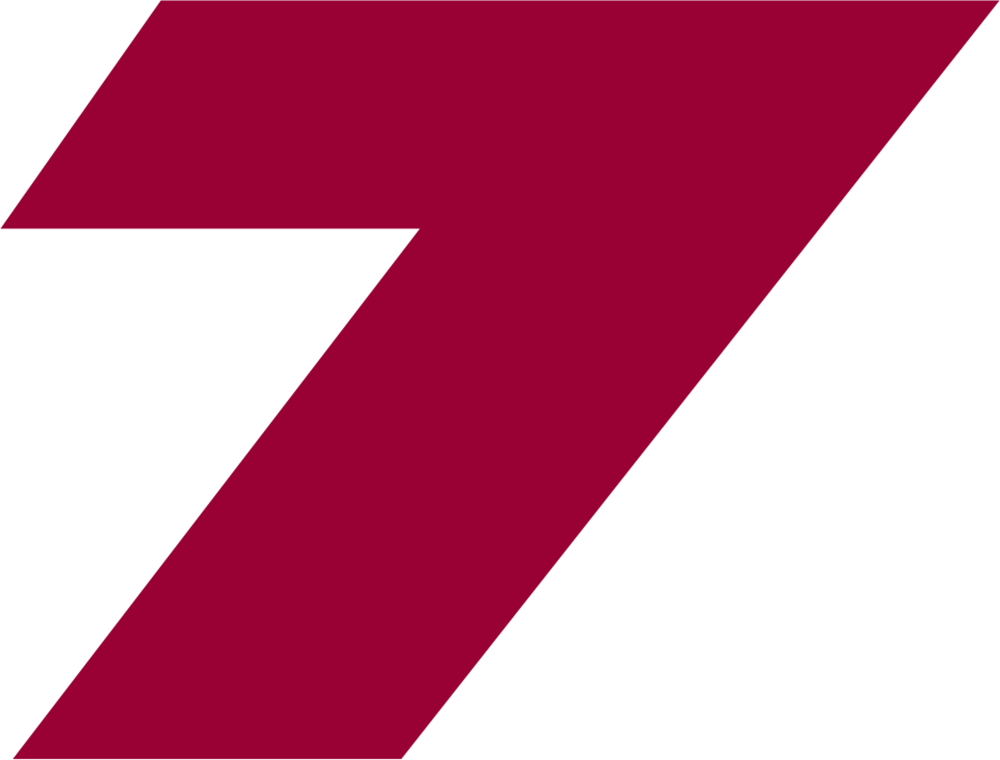
2006 - 2012
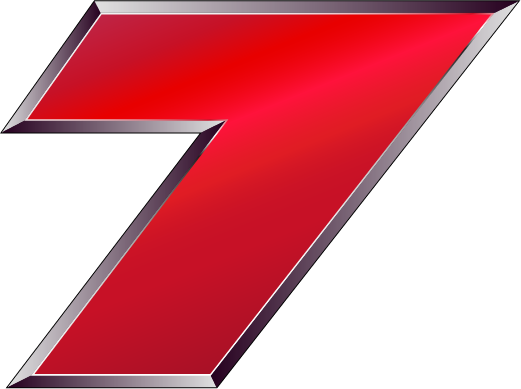
2012 - 2021
2021 - actualidad

### Visiem LTV

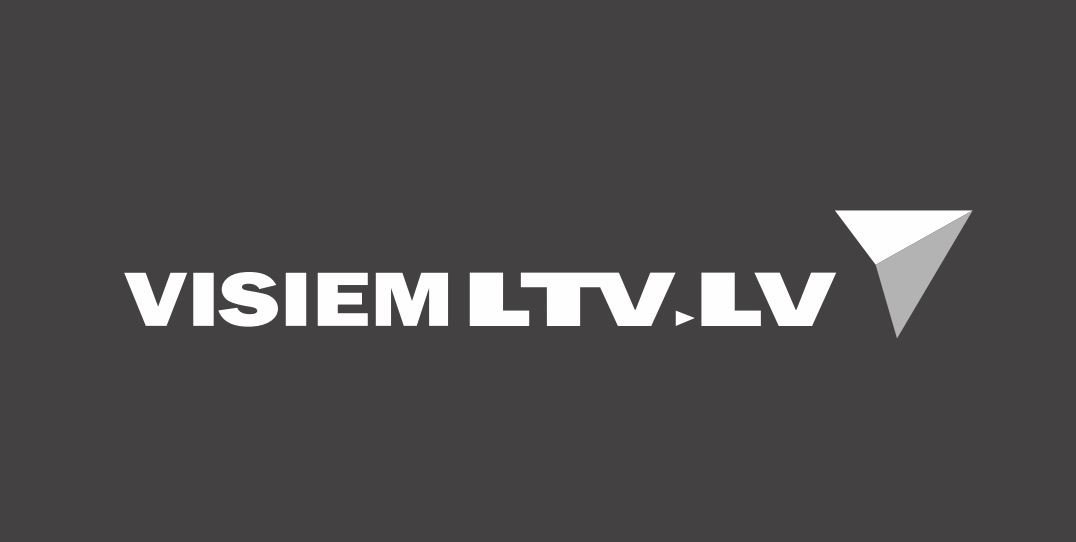
2016 - actualidad